# Молочные войны
Моло́чные войны (молочный конфликт) — серия обострений отношений между Белоруссией и Россией начиная с 2009 года, в связи с экспортом молочных продуктов в Россию.

## Конфликт 2009 года
Причины конфликта
Считается, что конфликт был вызван новыми требованиями к ввозимой в Россию белорусской молочной продукции. В декабре 2008 года на территории России вступил в действие Федеральный закон от 12.06.2008 «Технический регламент на молоко и молочную продукцию», согласно которому молоко — это продукт нормальной физиологической секреции молочных желёз сельскохозяйственных животных, без каких-либо добавлений к этому продукту или извлечений каких-либо веществ из него, а например, молочный продукт, произведённый из концентрированного или сгущённого молока либо сухого цельного молока или сухого обезжиренного молока и воды, будет считаться молочным напитком.
При этом некоторые белорусские производители заявили о соответствии своей продукции новым требованиям.
В.В. Путин также указывал на заседании Правительственной комиссии по вопросам регионального развития 19 июня, что в Белоруссии большой уровень бюджетного субсидирования производства сельского хозяйства (по молоку — 24 %, в то время как в России — примерно 3 %).

Ранее была достигнута договорённость об объёме этих квот. К сожалению, наши партнёры превышали их на 40 %. Это создавало определённые, известные трудности для наших производителей молока и для переработчиков. Для переработчиков в меньшей степени, потому что они как раз получали достаточно дешёвое сухое молоко из Белоруссии. А производителей молока это, конечно, ставило в невыгодные конкурентные условия.

### Альтернативные версии конфликта
- По мнению Александра Лукашенко, конфликт был спровоцирован российской стороной в попытке установить контроль над белорусской молочной промышленностью[5].
- По сведениям журнала «Русский Newsweek», конфликт был связан с тем, что Александр Лукашенко нарушил своё обещание (которые якобы было задокументировано) в обмен на предоставление Россией кредита в 2 миллиарда долларов разрешить продажу 12 белорусских молочных заводов, в приобретении которых были заинтересованы российские предприниматели[6].

### Ход конфликта
- 6 июня 2009 года — Главный санитарный врач России Онищенко ввёл запрет на импорт белорусского молока;
- 13 июня 2009 года — Лукашенко пригрозил вернуть таможни на российско-белорусскую границу[7];
- 14 июня 2009 года — белорусская делегация отказалась участвовать в очередном заседании ОДКБ, связывая вопросы военно-политической безопасности с экономической безопасностью;
- 17 июня 2009 года — было объявлено об окончательной договорённости сторон относительно поставок белорусской молочной продукции.[8]

События после окончания конфликта
- 2 июля 2009 года — Онищенко обвинил белорусских производителей молочной продукции в срыве договорённостей по предоставлению молочной продукции на экспертизу и заявил, что сложившаяся ситуация оценивается российской стороной «…как планомерная работа со стороны Белоруссии по срыву достигнутых договорённостей».[9]

## Конфликт 2016 года
- По данным РБК, официальные данные белорусской таможенной статистики косвенно подтверждают, что Белоруссия стала транзитным каналом запрещённой продукции, которую реэкспортируют в Россию[10]